# Gondel (sneltramhalte)

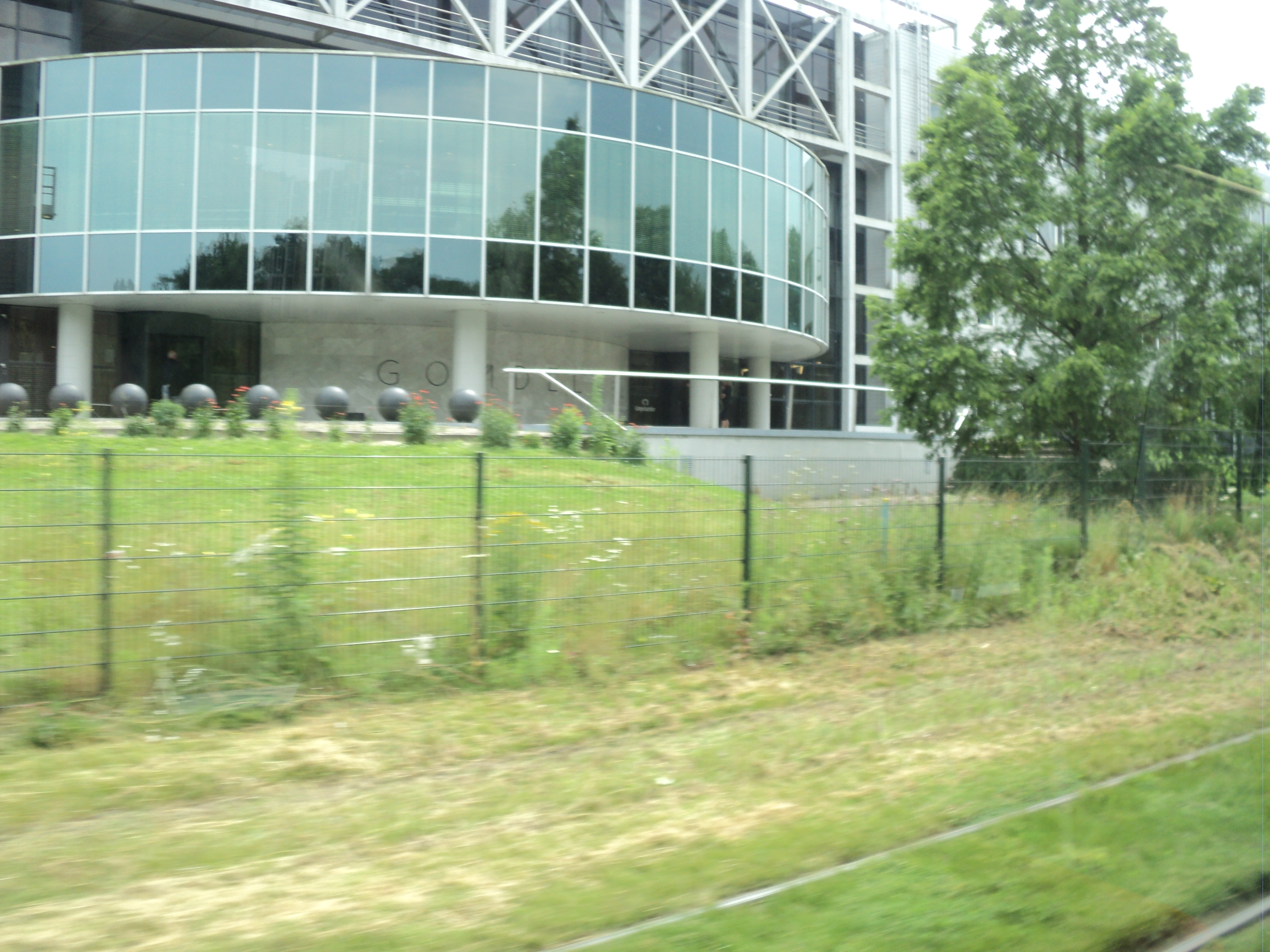
Locatie van de voormalige halte Gondel.

Gondel was een sneltramhalte van de Amsterdamse metro in Amstelveen. De halte was vernoemd naar de Gondel (boot).
Op de halte stopte sneltram 51. In de richting van Amsterdam Centraal tot station Zuid en in de richting van Westwijk reed lijn 51 als sneltram. Vanaf station Zuid reed lijn 51 als metro naar het eindpunt Amsterdam Centraal. Tot station Amsterdam Amstel deed hij dat bovengronds, daarna ondergronds.
De halte was voornamelijk bedoeld om het kantoorgebouw De Gondel te dienen die zich naast de halte bevindt. Hoewel de halte zich bevond op de grens tussen de Amstelveense wijken Waardhuizen en Middenhoven, was de halte niet bepaald centraal gelegen voor buurtbewoners. Dit was echter geen probleem, gezien dat er twee andere haltes dichter bij bevolkt gebied lagen (Marne en Meent). Halte Marne was niet zo ver weg van Gondel, slechts 150 meter verderop. Dit lag zo dicht bij elkaar dat vanaf Gondel de halte Marne erg makkelijk kon worden waargenomen.

## Trivia
In het kantoorgebouw De Gondel, die zich naast de voormalige halte bevindt, zat het voormalig hoofdkantoor van Xerox Nederland en het voormalig Europees hoofdkantoor van speelgoedfabrikant Mattel.
Centraal Station (NS) ·
Nieuwmarkt ·
Waterlooplein ·
Weesperplein ·
Wibautstraat ·
Amstelstation (NS) ·
Spaklerweg ·
Overamstel ·
Station RAI (NS) ·
Station Zuid (NS) ·
De Boelelaan / VU ·
A.J. Ernststraat ·
Van Boshuizenstraat ·
Uilenstede ·
Kronenburg ·
Zonnestein ·
Onderuit ·
Oranjebaan ·
Amstelveen Centrum ·
Ouderkerkerlaan ·
Sportlaan ·
Marne ·
Gondel ·
Meent ·
Brink ·
Poortwachter ·
Spinnerij ·
Sacharovlaan ·
Westwijk